# Almindelig søpryd
Almindelig søpryd (Baldellia ranunculoides) er en blomstrende plante i skebladfamilien (Alismataceae.

## Beskrivelse
Almindelig søpryd er en vandplante med oprejste blomstrende stængler, der stiger op til 10 centimeter over vandoverfladen. Hver blomsterstilk bærer en eller to skærme med op til fem blomster hver, men ofte kun en enkelt blomst. Hver blomst er 10-15 mm i diameter og har tre kronblade. Når den ikke er i blomst, kan B. ranunculoides forveksles med den mindre kærranunkel (Ranunculus flammula), der vokser på lignende steder.  Planten kan, selv om dens blomster besøges af insekter, selvbestøves ved at blosterbladene efter kun én dags blomstring ruller sig ind, mens der endnu er pollen i støvknapperne. Der forekommer også vegetativ formering fra knopper i bladhjørner.

## Udbredelse
Almindelig søpryd findes langs Atlanterhavet og den baltiske kyst i det vestlige og nordlige Europa, og langs Middelhavets kyster i det sydlige Europa, Tyrkiet og Nordafrika. Den er for nylig fundet i det østlige Newfoundland, Bristols Hope barachois, Avalon-halvøen, det eneste sted i Nordamerika. Den kan være blevet indført med en vandflyver. .
I Danmark er den i tilbagegang, og er regnet som en truet art på den danske rødliste.